# Tipsligan 1996
Tipsligan 1996 bestod av tolv lag och återigen hade mästerskapsserien och kvalserien införts, som även spelades åren 1979-1983 och 1993. Denna gång gick dock de sex främsta gick vidare till en mästerskapsserie, medan övriga fyra lag fick kämpa i en kvalserie med de fyra bästa lagen från serien under. Eftersom ligan minskades till tio lag följande säsong degraderades de tre sista lagen i kvalserien men ersattes endast med seriesegraren i Ettan. Lag nio, d.v.s. trean i kvalserien, tvingades till kvalspel. När mästerskapsserien var färdigspelad korades FC Jazz från Björneborg till finländska mästare, för andra gången i föreningens historia.

## Inledande omgång
| Nr | Lag                   | S  | V  | O | F  | GM | IM | MS  | P  |
| -- | --------------------- | -- | -- | - | -- | -- | -- | --- | -- |
| 1  | Jaro                  | 22 | 11 | 4 | 7  | 29 | 17 | +12 | 37 |
| 2  | Jazz                  | 22 | 10 | 7 | 5  | 40 | 29 | +11 | 37 |
| 3  | Turun Palloseura      | 22 | 11 | 4 | 7  | 31 | 29 | +2  | 37 |
| 4  | Finnairin Palloilijat | 22 | 9  | 8 | 5  | 27 | 20 | +7  | 35 |
| 5  | Inter Åbo             | 22 | 10 | 5 | 7  | 24 | 20 | +4  | 35 |
| 6  | Myllykosken Pallo     | 22 | 10 | 3 | 9  | 39 | 32 | +7  | 33 |
| 7  | Vaasan Palloseura     | 22 | 8  | 5 | 9  | 22 | 20 | +2  | 29 |
| 8  | HJK Helsingfors       | 22 | 8  | 4 | 10 | 26 | 30 | −4  | 28 |
| 9  | Rovaniemen Palloseura | 22 | 7  | 6 | 9  | 22 | 23 | −1  | 27 |
| 10 | Ilves                 | 22 | 7  | 6 | 9  | 22 | 30 | −8  | 27 |
| 11 | Haka                  | 22 | 6  | 6 | 10 | 28 | 34 | −6  | 24 |
| 12 | Mikkelin Palloilijat  | 22 | 4  | 4 | 14 | 12 | 38 | −26 | 16 |

## Mästerskapsserien
| Nr | Lag                   | S  | V  | O | F  | GM | IM | MS  | P  |
| -- | --------------------- | -- | -- | - | -- | -- | -- | --- | -- |
| 1  | Jazz                  | 27 | 13 | 8 | 6  | 47 | 33 | +14 | 47 |
| 2  | Myllykosken Pallo     | 27 | 14 | 3 | 10 | 48 | 38 | +10 | 45 |
| 3  | Turun Palloseura      | 27 | 13 | 5 | 9  | 40 | 35 | +5  | 44 |
| 4  | Finnairin Palloilijat | 27 | 11 | 9 | 7  | 32 | 25 | +7  | 42 |
| 5  | Jaro                  | 27 | 11 | 6 | 10 | 34 | 25 | +9  | 39 |
| 6  | Inter Åbo             | 27 | 11 | 6 | 10 | 28 | 30 | −2  | 39 |

## Kvalserien
| Nr | Lag                   | S  | V  | O | F  | GM | IM | MS  | P  |
| -- | --------------------- | -- | -- | - | -- | -- | -- | --- | -- |
| 1  | Vaasan Palloseura     | 27 | 12 | 5 | 10 | 33 | 25 | +8  | 41 |
| 2  | Rovaniemen Palloseura | 27 | 11 | 6 | 10 | 35 | 29 | +6  | 39 |
| 3  | HJK Helsingfors       | 27 | 11 | 5 | 11 | 36 | 37 | −1  | 38 |
| 4  | Ilves                 | 27 | 8  | 6 | 13 | 26 | 43 | −17 | 30 |
| 5  | Haka                  | 27 | 7  | 6 | 14 | 35 | 42 | −7  | 27 |
| 6  | Mikkelin Palloilijat  | 27 | 5  | 5 | 17 | 18 | 50 | −32 | 20 |

## Kvalspel
- Hangö IK - HJK 0-1 (Hangö)
- HJK - Hangö IK 1-1 (Helsingfors)

Helsingin Jalkapalloklubi (HJK) kvalificerat för Tipsligan 1997 efter 2-1 sammanlagt.